# 青森短期大学
青森短期大学（日语：／ Aomori Tanki Daigaku *），简称青森短大（あおもりたんだい），是过去一所位于日本青森县青森市的私立短期大学。

## 概要

### 简介
- 学校最早可以追溯到1918年[1]。青森短期大学为于1962年开办[1]、由学校法人青森山田学园经营。招生到2011年[2]、停办于2013年[1]。

### 历史
- 1962年 青森短期大学成立并同时设置商经科[1]。
- 1964年 商经科分离为商业专攻和经济专攻[2][1]。
- 1966年 第二部成立于商经科[2][1]。
- 1985年 商业专攻和经济专攻停办[2]。
- 2004年 商经科改组为商务创造学科[注 7]白天主课程和夜校主课程[2][1]。
- 2006年 商务创造学科改组为地区创造学科[注 1]同时设置商务专攻[注 2]和儿童专攻[注 3][2][1]。
- 2011年 招生最后[2]。
- 2013年 停办[1]。

## 学校环境
- 校区：青森县青森市

## 历任校长
- 原富男：第一代短期大学校长[3]。
- 崎谷康文：最后短期大学校长[1]

## 組織

### 学科
- 地区创造学科[注 1]
  - 白天主课程[注 1]
    - 商务专攻[注 2]
    - 儿童专攻[注 3]

  - 夜校主课程[注 4]

### 前学科
- 商经科[注 5]
  - 第一部[注 5]
    - 商业专攻[注 6]
    - 经济专攻[注 6]

  - 第二部[注 5]

### 专科
| - 没有 |

#### 业余课程
| - 没有 |

## 知名校友
- 伊奈かっぺい：演员

## 相关链接
- 日本短期大学列表
- 青森大学